# Ameles

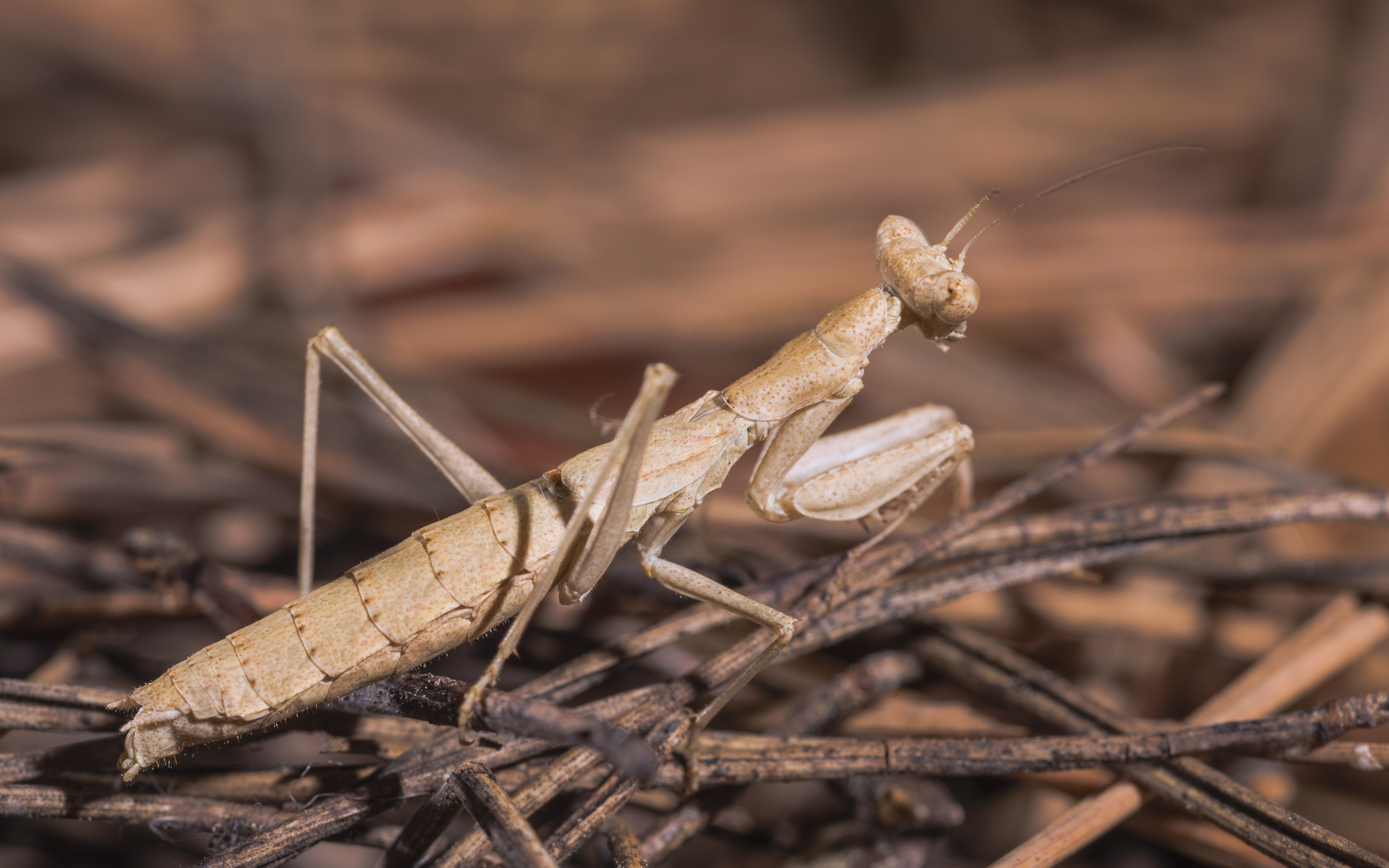
Ein Weibchen von Ameles decolor

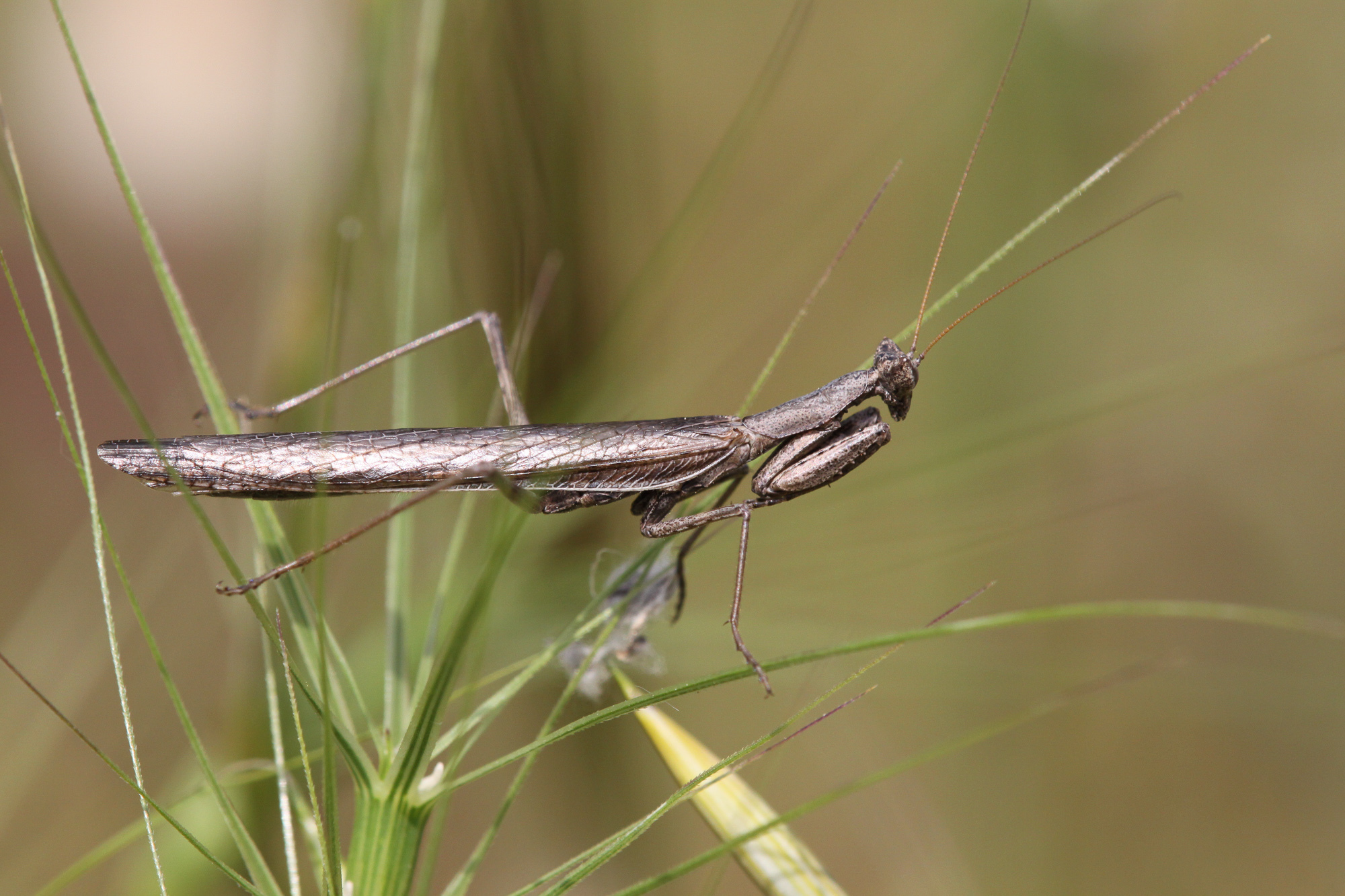
Ein Männchen von Ameles heldreichi

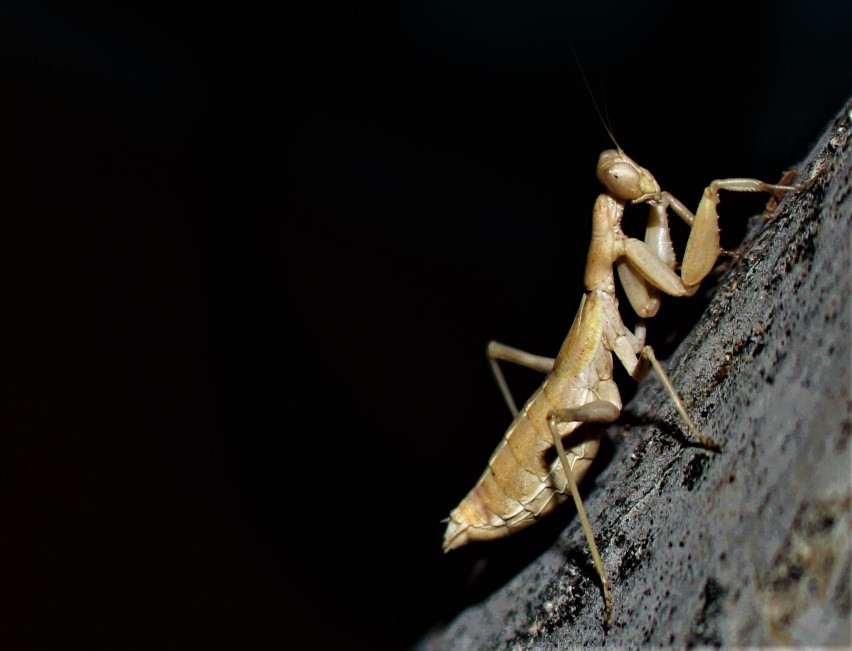
Ein Weibchen von Ameles persa

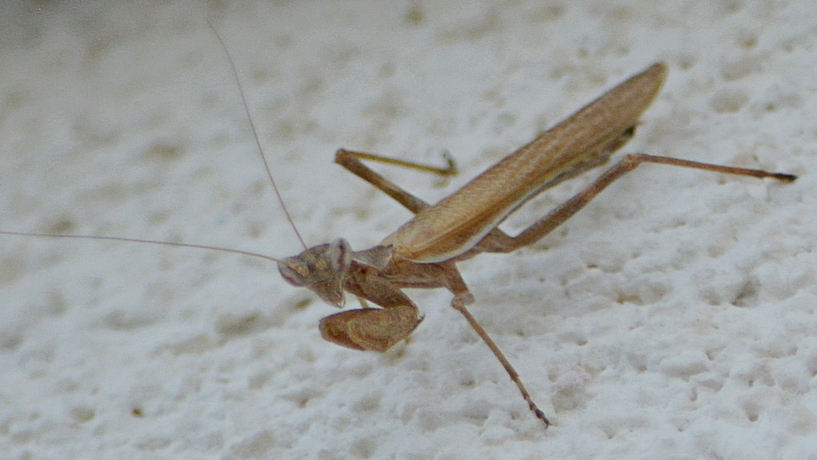
Ein Männchen von Ameles spallanzania

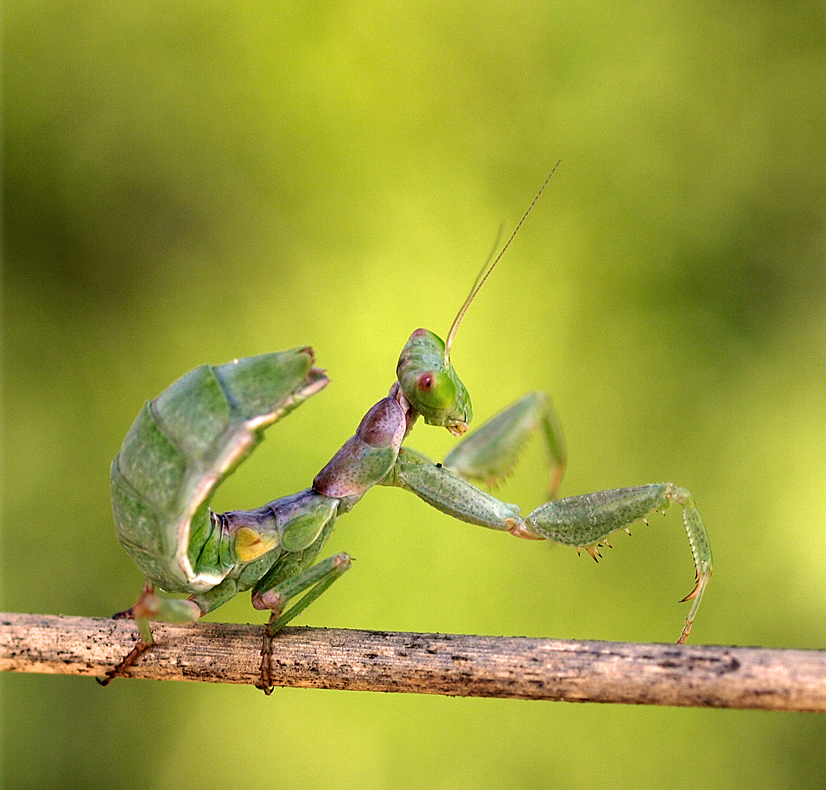
Eine subadulte, grün gefärbte Nymphe von Ameles spallanzania

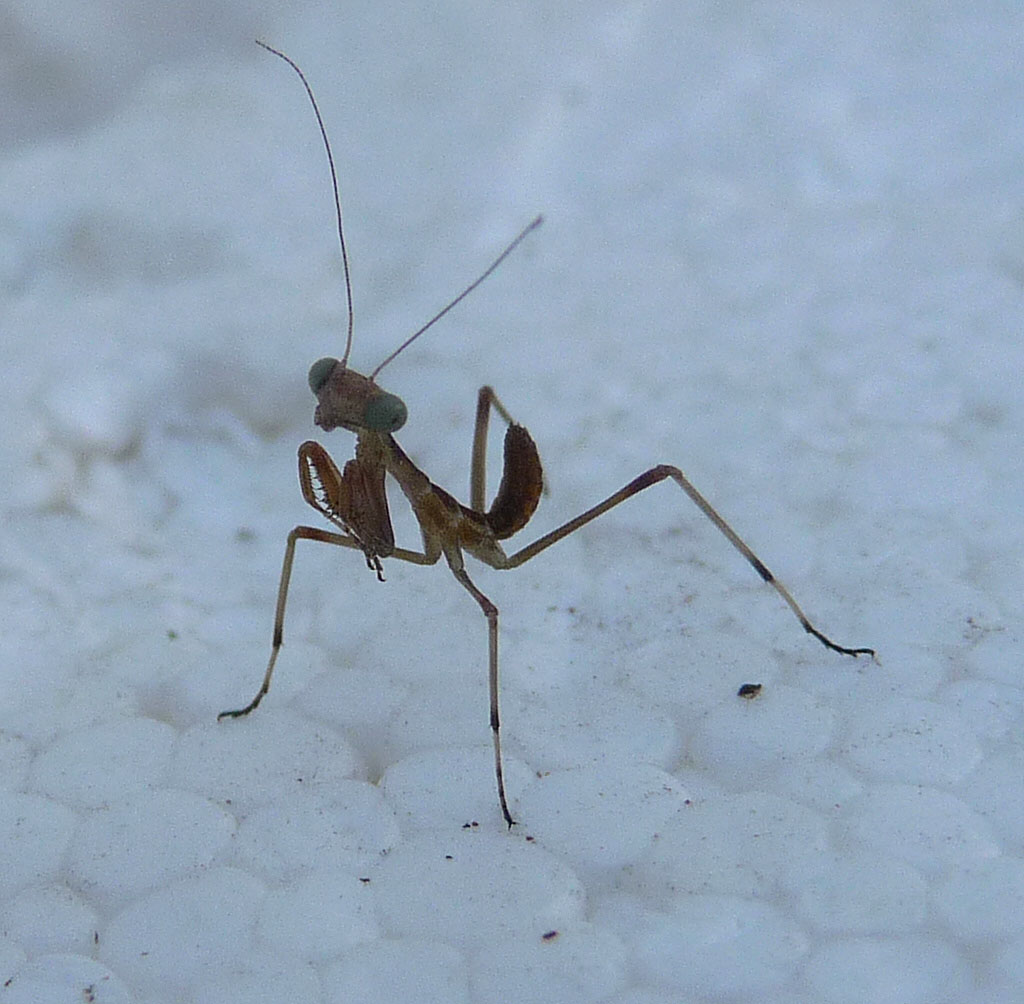
Eine junge Nymphe von Ameles decolor

Ameles ist eine Gattung der zu den Insekten gehörenden Fangschrecken. Die 19 rezenten Arten der Gattung leben in Südeuropa, Nordafrika und Südwestasien. Es handelt sich um kleine, meist graubraun bis ocker gefärbte Fangschrecken, die bevorzugt am Boden jagen.

## Merkmale
Bei Vertretern der Gattung Ameles handelt es sich um kleine Fangschrecken mit einer Körperlänge von 20–30 mm. Der Körper der Männchen ist schlank, der Körper der Weibchen mehr oder weniger kräftig gebaut. Die Körperfarbe ist meist grau, dunkelbraun, ockerfarben oder grünlich. Der Kopf ist breit, die Augen konisch oder rundlich, mit oder ohne apikalen Tuberkeln. Die Ocelli sind bei Männchen groß und hervorstehend, mit Ausnahme der Art Ameles paradecolor, und bei Weibchen generell klein. Die Antennen sind mit kurzen Haaren besetzt. Die supracoxale Dilatation ist mehr oder weniger entwickelt. Die Vorderschenkel sind robust oder schlank und besitzen 4 externale Dornen, 4 discoidale Dornen und 10 internale Dornen. Die Vorderschienen besitzen 8–9 externale und internale Dornen. Die Mittel- und Hinterbeine sind schlank mit kurzen oder langen Haaren. Der Metatarsus der Hinterbeine ist maximal ein bisschen länger als das zweite Tarsenglied. Die Flügel sind voll entwickelt und überragen bei den Männchen das Abdomen. Bei den Weibchen sind sie sehr kurz (brachypter) und mit einem großen braunen Fleck auf den metathorakalen Flügeln. Das Abdomen ist bei den Männchen zylindrisch und bei den Weibchen oft rautenförmig im Querschnitt. Die Supranalplatte ist kurz und oft dreieckig. Die externalen männlichen Genitalien sind stark sklerotisiert.
Die Monophylie der Gattung ist durch eine Apomorphie gesichert: Der distale Fortsatz des ventralen Phallomers ist immer gegabelt. Die Apophyse ist stark ausgeprägt und s-förmig.

## Verbreitung
Das Verbreitungsareal der Gattung liegt in Südeuropa, Nordafrika und Westasien und reicht im Westen an die Atlantikküste Portugals, Marokkos und auf die Kanaren. Von hier zieht es sich um das Mittelmeer herum bis östlich nach Afghanistan. Auch die Küstengebiete des Schwarzen Meers, Kaspischen Meers und der Kaukasus werden besiedelt.
Bei Ameles arabica (Arabien), Ameles gracilis (Kanaren), Ameles limbata (Kanaren), Ameles moralesi (marokkanische Atlantikküste), Ameles persa (Iran) und Ameles wadisirhani (Saudi-Arabien) handelt es sich nicht um mediterrane Arten, die übrigen 14 Arten leben ganz oder teilweise im mediterranen Raum. Von diesen Arten kommen wiederum 6 nur in Nordafrika und Westasien vor, nämlich Ameles dumonti (Tunesien), Ameles kervillei (Libanon, Ägypten), Ameles maroccana (Mittlerer Atlas), Ameles massai (Jordanien), Ameles poggii (Libyen), Ameles syriensis (Syrien). Die übrigen 8 Arten kommen auch in Europa vor. Ameles fasciipennis aus Italien ist bereits ausgestorben. Ameles assoi, Ameles insularis, Ameles paradecolor und Ameles picteti leben im westlichen Mittelmeergebiet, Ameles heldreichi im östlichen Mittelmeergebiet und Ameles spallanzania sowie Ameles decolor im gesamten Mittelmeergebiet.

## Lebensraum und Lebensweise
Die Tiere sind Bodenbewohner und bevorzugen xerotherme Steppenhabitate. Hier bewegen sich vor allem die Weibchen schnell fort. In den kargeren mediterranen Küstenregionen mit Gestrüpp und in Binnenlandgebieten mit reichlich krautiger Vegetation leben sie auch in Gebüschen. Im Atlas kommen Vertreter der Gattung bis in 2000 m Höhe vor.
Ameles-Arten können je nach Art und Region zwar auch ganzjährig gefunden werden, die meisten Nachweise finden aber zwischen Mai und Oktober statt, mit einem Höhepunkt von August bis September.

## Systematik

### Arten
Die Gattung besteht aus folgenden 20 Arten, von denen eine bereits ausgestorben ist:
- Ameles aegyptiaca Werner, 1913
- Ameles arabica Uvarov, 1939
- Ameles assoi Bolívar, 1873
- Ameles decolor Charpentier, 1825
- Ameles dumonti Chopard, 1943
- Ameles fasciipennis Kaltenbach, 1963 †
- Ameles gracilis (Brullé, 1838)
- Ameles heldreichi Brunner von Wattenwyl, 1882
- Ameles insularis Agabiti, Salvatrice & Lombardo, 2010
- Ameles kervillei Bolívar, 1911
- Ameles maroccana Uvarov, 1931
- Ameles massai Battiston & Fontana, 2005
- Ameles moralesi Bolívar, 1936
- Ameles paradecolor Agabiti, Salvatrice & Lombardo, 2010
- Ameles persa Bolívar, 1911
- Ameles picteti Saussure, 1869
- Ameles poggii Lombardo, 1986
- Ameles spallanzania Rossi, 1792
- Ameles syriensis Giglio-Tos, 1915
- Ameles wadisirhani Kaltenbach, 1982

Bei Ameles abjecta, Ameles africana, Ameles brevis, Ameles modesta, Ameles nana und Ameles soror handelt es sich um Synonyme von Ameles spallanzania. Ameles crassinervis ist ein Synonym von Ameles persa. Ameles limbata ist ein Synonym von Ameles gracilis. Diese acht Synonyme finden sich jedoch noch häufig in Auflistungen der Arten aus der Gattung.
Die Zugehörigkeit von Ameles maroccana ist umstritten. Möglicherweise wird die Art in Zukunft in die Gattung Pseudoyersinia gestellt, da sie mit dieser typische Merkmale teilt.

### Äußere Systematik
In der Tribus Amelini finden sich noch die beiden nah verwandten Gattungen Apteromantis und Pseudoyersinia.

### Innere Systematik
In einer morphometrischen Untersuchung der Arten aus dem Mittelmeergebiet stellte sich heraus, dass Ameles spallanzania, Ameles fasciipennis und Ameles poggii einen Artkomplex bilden (spallanzania-Komplex) und die Arten Ameles decolor, Ameles heldreichi, Ameles dumonti, Ameles aegyptiaca, Ameles syriensis, Ameles picteti, Ameles assoi, Ameles insularis und Ameles paradecolor einen zweiten Artkomplex (decolor-Komplex). Die Monophylien der beiden Komplexe sind durch verschiedene Apomorphien und Synapomorphien gesichert.

### Synonyme
Synonyme der Gattung lauten Apterameles Beier, 1950 und Parameles Saussure, 1869.